# Carlos Emanuel, Príncipe de Carignano
Carlos Emanuel de Saboia (24 de Outubro de 1770 - 16 de Agosto de 1800) foi um príncipe de Saboia e depois de Carignano entre 1780 e 1800, e avô paterno de Vítor Emanuel II, o primeiro rei da Itália unificada.

## Biografia
Em 24 de outubro de 1770, nasceu no Castelo de Racconigi Carlos Emanuel era filho único de Vítor Amadeu II, Príncipe de Carignano e da princesa Josefina de Lorena. Era descendente em quinto grau do Tomás Francisco, Príncipe de Carignano, fundador da linha Carignano da Casa de Saboia.
Como todos os príncipes da Casa de Sabóia, o Príncipe Carignano estava preparado para uma carreira militar. Em março de 1779, o conde Giuseppe Solaro di Villanova, capitão sênior do regimento de infantaria de Aosta, foi contratado como seu governador. Contrariando as tradições da época, sua mãe deu muita atenção à educação do filho, ela não gostava dos métodos de ensino da Sardenha e do Piemonte. Ela insistiu que o filho fosse educado na França. Chefe da Casa do Rei Savoy, Vítor Amadeu III não compartilhou suas opiniões sobre a educação de seu filho, mas mais tarde cedeu aos pedidos da princesa viúva.
Em 1783, Carlos Emanuel ingressou na Royal Military School em Soreze, uma instituição de prestígio na França na época, onde permaneceu estudando por seis anos. A educação nesta instituição de ensino foi baseada nas ideias de iluminação. Durante os seus estudos, em 29 de junho de 1788, o rei Vítor Amadeu III concedeu ao menino a Ordem da Anunciação, a mais alta condecoração da Casa de Sabóia. Em 1789, Carlos Emanuel completou sua educação e voltou para sua terra natal. No entanto, no tribunal de Turim, suas opiniões liberais não encontraram compreensão entre os cortesãos conservadores. Em 1791-1792, junto com sua mãe, ele percorreu cidades italianas e visitou Roma, Nápoles, Florença e Veneza.
Carlos Emanuel era sobrinho e único herdeiro da notória Madame de Lamballe. Após a trágica execução da Madame, que morreu durante os massacres de setembro de 1792, Carlos, agindo através dos advogados parisienses, apresentou um pedido por sua vasta herança, mas todos os bens da princesa foram inicialmente sequestrados, e mais tarde o Diretório negou diretamente o príncipe em suas reivindicações de voto.
Carlos Emanuel perdeu o pai cedo, quando ainda tinha dez anos. Em 10 de setembro de 1780, como menor, ele permaneceu o único representante do ramo Carignan e herdou de seu pai sob o nome de Carlos Emmanuel.

## Participação na Guerra
Carlos Emanuel morreu três anos depois do casamento numa prisão francesa. Tinha lutado contra os franceses na Guerra da Primeira Coligação, mas chegou a um acordo de paz com os republicanos após a abdicação do rei Carlos Emanuel IV da Sardenha. Pouco depois, tornou-se suspeito e foi preso na Cidadela de Turim. A partir daí foi levado para Dijon e depois para Chaillot em Paris, onde morreu. E acabou sendo enterrado na Basílica de Superga, em Turim, na Itália. 

## Título
6º Príncipe de Carignano

## Casamento
A mãe de Carlos Emanuel, Josefina de Lorena, havia planejado o seu casamento com um dos representantes da Casa de Habsburgo. Em 1788, ela propôs um projeto para casar seu filho com a irmã mais nova da Duquesa de Aosta, esposa do príncipe herdeiro Vítor Emmanuel. O projeto não foi aprovado pelo rei Vítor Amadeu III, que esperava a extinção da filial de Carignan para devolver sua posse ao chefe da Casa de Sabóia.
Já em 24 de outubro de 1797, casou-se em Turim com a princesa Maria Cristina da Saxónia, princesa da Casa de Wettin, filha de Carlos Cristiano José da Saxónia, Duque da Curlândia. Tiveram dois filhos

## Descendência
1. Carlos Alberto da Sardenha (2 de Outubro de 17. 98 – 28 de Julho de 1849), rei da Sardenha. Casado com a arquiduquesa Maria Teresa da Áustria; com descendência.
2. Isabel de Sabóia (13 de Abril de 1800 – 25 de Dezembro de 1856), casada com o arquiduque Ricardo José da Áustria; com descendência.

## Genealogia
| Carlos Emanuel, Príncipe de Carignano | Pai: Vítor Amadeu II, Príncipe de Carignano | Avô paterno: Luís Vítor, Príncipe de Carignano | Bisavô paterno: Vítor Amadeu I, Príncipe de Carignano   |
| Carlos Emanuel, Príncipe de Carignano | Pai: Vítor Amadeu II, Príncipe de Carignano | Avô paterno: Luís Vítor, Príncipe de Carignano | Bisavó paterna: Maria Vitória de Saboia                 |
| Carlos Emanuel, Príncipe de Carignano | Pai: Vítor Amadeu II, Príncipe de Carignano | Avó paterna: Cristiana de Hesse-Rotenburg      | Bisavô paterno: Ernesto Leopoldo de Hesse-Rotenburg     |
| Carlos Emanuel, Príncipe de Carignano | Pai: Vítor Amadeu II, Príncipe de Carignano | Avó paterna: Cristiana de Hesse-Rotenburg      | Bisavó paterna: Leonor de Löwenstein-Wertheim           |
| Carlos Emanuel, Príncipe de Carignano | Mãe: Josefina de Lorena                     | Avô materno: Luís, Príncipe de Brionne         | Bisavô materno: Luís, Príncipe de Lambesc               |
| Carlos Emanuel, Príncipe de Carignano | Mãe: Josefina de Lorena                     | Avô materno: Luís, Príncipe de Brionne         | Bisavó materna: Jeanne Henriette Marguerite de Durfort  |
| Carlos Emanuel, Príncipe de Carignano | Mãe: Josefina de Lorena                     | Avó materna: Louise de Rohan                   | Bisavô materno: Carlos, Príncipe de Rochefort           |
| Carlos Emanuel, Príncipe de Carignano | Mãe: Josefina de Lorena                     | Avó materna: Louise de Rohan                   | Bisavó materna: Eléonore Eugénie de Béthisy de Mézières |